# Monika Lövgren
Monika Christina Lövgren, född 25 november 1961 i Krylbo kyrkobokföringsdistrikt, Kopparbergs län, är en svensk politiker (sverigedemokrat). Hon var riksdagsledamot (tjänstgörande ersättare) 2020–2021 för Uppsala läns valkrets.
Lövgren var tjänstgörande ersättare i riksdagen för David Perez 29 februari 2020 – 28 februari 2021. I riksdagen var hon suppleant i arbetsmarknadsutskottet, civilutskottet, EU-nämnden, finansutskottet, försvarsutskottet, justitieutskottet, konstitutionsutskottet, kulturutskottet, miljö- och jordbruksutskottet, näringsutskottet, skatteutskottet, socialförsäkringsutskottet, socialutskottet, trafikutskottet, utbildningsutskottet, utrikesutskottet.